# 黄文年
黃文年，溫州人，研究生學曆。曆任海軍部隊、海軍某登陸艦五支隊、海軍軍機關政治部宣傳處、學員、新聞報道員、軍報記者。曾就讀于部隊院校、浙師大、浙江大學。退役後先後任機關科員、黨史研究員，地方报业集團、国家主流媒体，記者、編輯、時政新聞部兼财经部主任、站長、總編助理、副總編。
2007年10月任浙江省風創投資有限公司總裁、董事。2007年4月，經浙江省文化廳[浙文人]號和浙江省民政廳[浙民民複];號批複同意，任浙江省浙商文化促進會副會長。現任浙江省風創投資有限公司總裁、執行董事。